# St. Raphael (Wuppertal-Langerfeld)

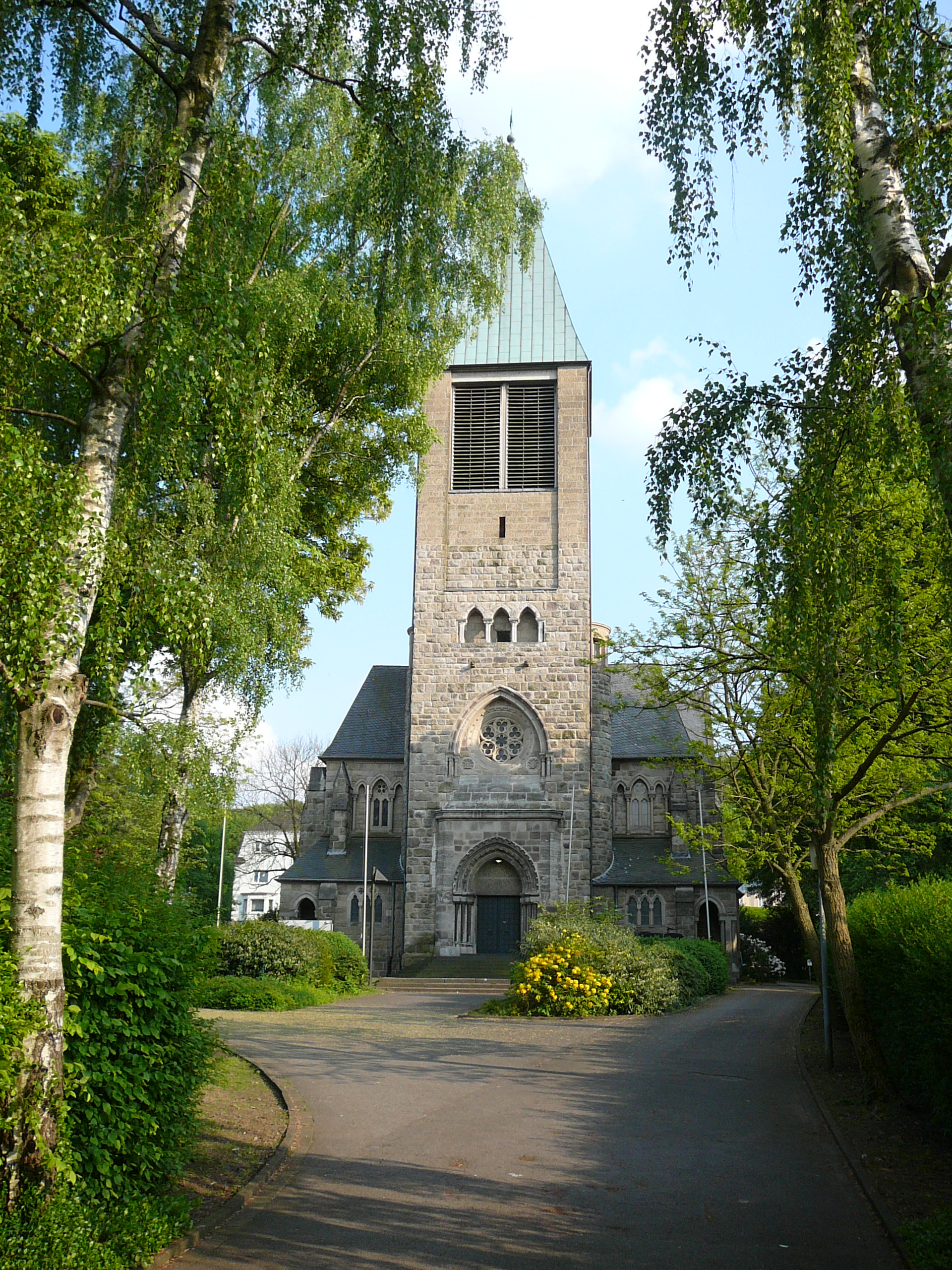
Sankt Raphael

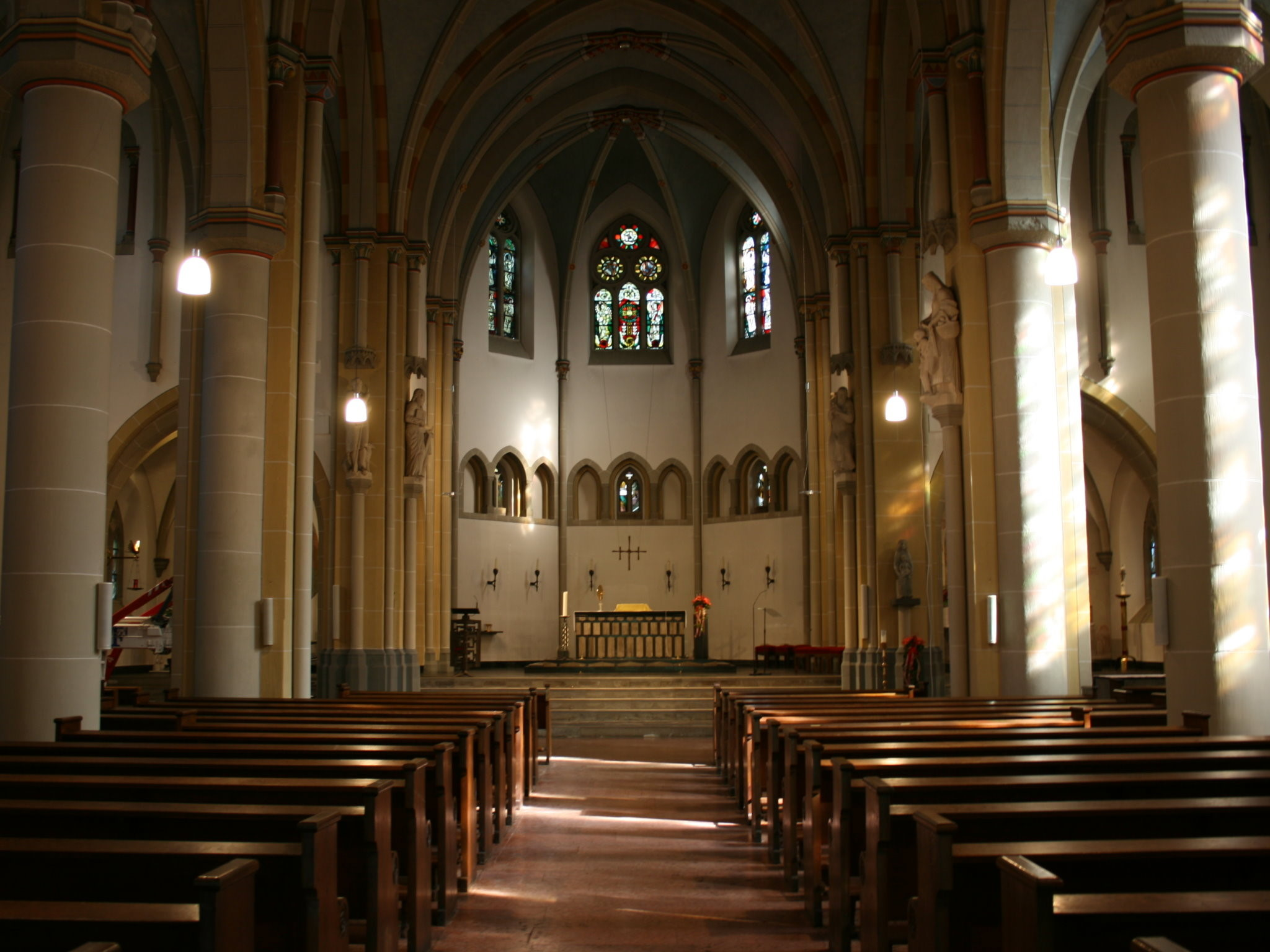
Blick auf den Altar

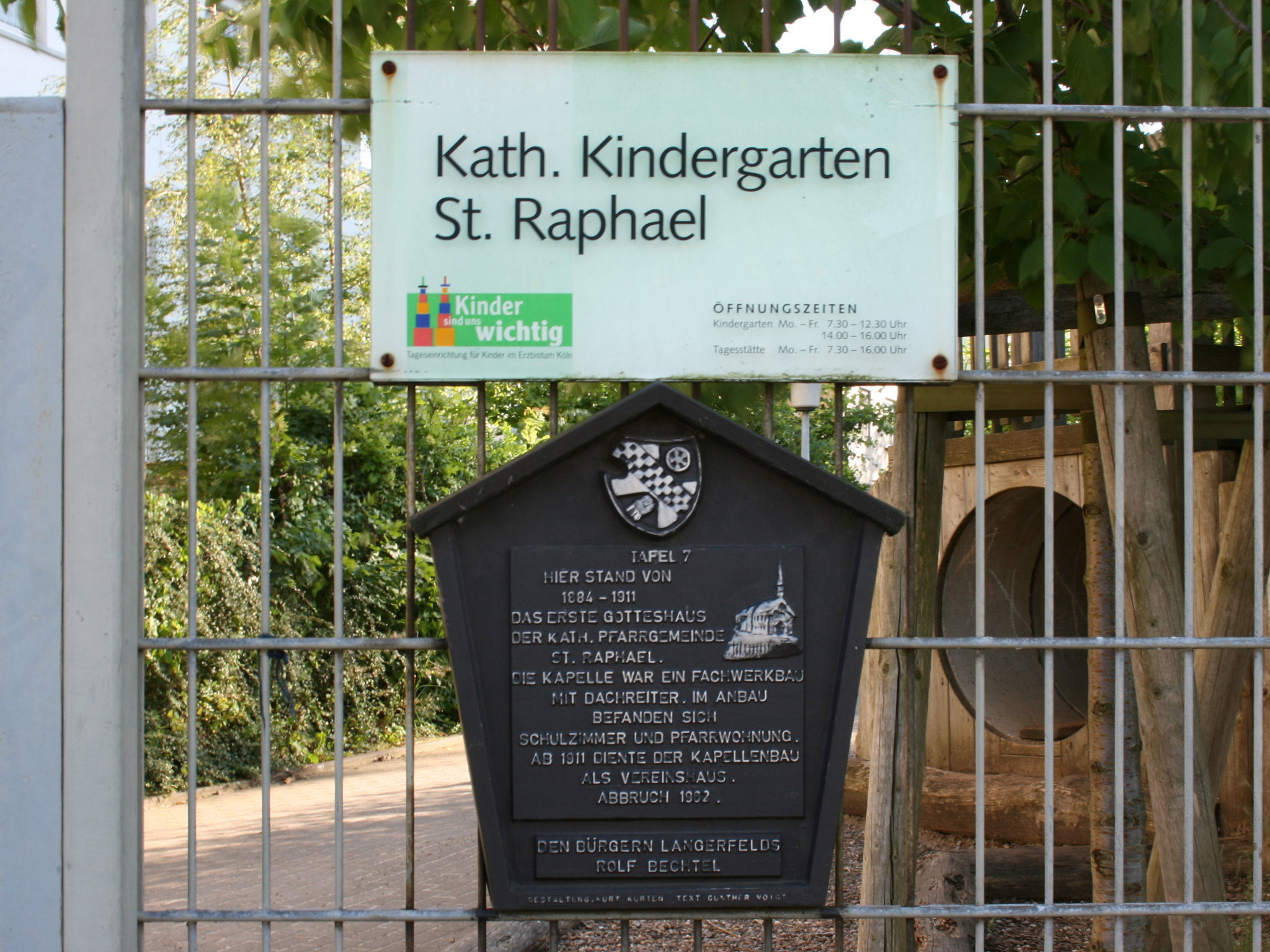
Gedenktafel am Standort der Vorgängerkirche

St. Raphael ist eine römisch-katholische Kirche in Wuppertal-Langerfeld. Die Kirche gehört zur Pfarrgemeinde St. Raphael/St. Paul.

## Geschichte
Als Vorgänger der Kirche gilt eine Kapelle St. Raphael, die an der damaligen Kirschbaumstraße errichtet wurde. Die Grundsteinlegung erfolgte am 15. Juli 1882, die feierliche Einweihung der Kapelle am 15. Oktober 1884. Zu dieser Zeit hatte die Gemeinde rund 500 Mitglieder. Da die Gemeinde keinen eigenen Seelsorger hatte, hielt ein Geistlicher der Muttergemeinde Schwelm einen an Sonn- und Feiertagen Gottesdienste ab. Am 15. April 1894, zu dieser Zeit hatte die Gemeinde rund 1800 Mitglieder, wurde Vikar Bernhard Rasche als erster eigenständiger Geistlicher am 28. Mai 1899 Pfarrer der Gemeinde. Rasche verließ 1903 die Gemeinde und wurde zu einem Priesterseminar nach Paderborn berufen, sein Nachfolger wurde Franz Niggetiet. Er mobilisierte die Gemeinde, die die Planung zum Bau einer größeren Kirche forcierte.
Die Kirche St. Raphael wurde im November 1911 zwischen der Insel- und Henkelsstraße realisiert, die Planungen der Kirche als Nachbau im frühgotischen Stil stammen dazu von Richard Jacob Fischer (1870–1928 Sohn von Gerhard August Fischer). Die Grundsteinlegung erfolgte am 24. Oktober 1909 die feierliche Einweihung am 5. November bzw. am 12. November 1911.
Der Innenraum der Kirche wurde 1953 renoviert, erst 1959 der Kirchturm ausgebaut, der mit sechs Glocken bestückt wurde. Peter Hecker schuf 1955 das Chorfenster, ebenso die Fenster der Seitenschiffe. Sie stellen die erste und letzte Ankunft Jesu Christi dar. Die Skulptur der Gottesmutter mit dem Kind (oder Sedes sapientiae) aus dem Jahr 1958, die im Altarraum rechts steht, stammt von Kurt Zimmermann.
1971 erfolgte die Restaurierung des Äußeren der Kirche, und es wurde als zweite Kirche der Gemeinde St. Paul errichtet. Im Innenraum erfolgte 1975 eine weitere Renovierung. Ende 1979 wurden vier Heiligen-Figuren des Limburger Künstler und Bildhauer Karl Matthäus Winter um den Altarraum aufgestellt.
Am 13. Mai 1994 wurde die Kirche als Baudenkmal anerkannt.